# Тегедеу
Тегедеу (рум. Tăgădău) — село у повіті Арад в Румунії. Входить до складу комуни Беліу.
Село розташоване на відстані 393 км на північний захід від Бухареста, 65 км на північний схід від Арада, 125 км на захід від Клуж-Напоки, 102 км на північний схід від Тімішоари.

## Населення
За даними перепису населення 2002 року у селі проживали 539 осіб. Рідною мовою 535 осіб (99,3%) назвали румунську.
Національний склад населення села:
| Національність | Кількість осіб | Відсоток |
| -------------- | -------------- | -------- |
| румуни         | 461            | 85,5%    |
| цигани         | 67             | 12,4%    |
| угорці         | 11             | 2,0%     |